# 전라남도교육연수원
전라남도교육연수원(全羅南道敎育硏修院)은 전라남도 내 각급 교육기관 및 교육행정기관에 근무하는 공무원(이하 "교육관계 공무원"이라 한다)의 국가관·교직관을 확립하고 전문적인 자질함양을 위한 연수와 교육사회 조성을 위한 평생교육을 실시하기 위하여 전라남도교육청 하에 설치된 소속기관이다.